# Джо Ліберман
Джо Лі́берман, Джозеф Ісадор Лі́берман (англ. Joseph Isadore «Joe» Lieberman; 24 лютого 1942, Стемфорд (Коннектикут, США — 27 березня 2024) — політик, державний діяч (США). Сенатор, кандидат у віцепрезиденти США від Демократичної партії у 2000 році.

## Біографія
Ліберман народився в Стемфорді, штат Коннектикут. Його батько керував винним магазином. За походженням Джо Ліберман єврей. Його бабуся і дідусь по батькові емігрували з підросійської Польщі, а його бабуся і дідусь по материнській лінії були з Австро-Угорщини. Джо отримав ступінь бакалавра наук в галузі політології та в галузі економіки в Єльському університеті в 1964 році і був першим членом своєї сім'ї, який закінчив коледж. В Єльському університеті він був редактором газети Yale Daily News.
Його співмешканцем був Річард Шугарман, професор філософії та релігії в Університеті Вермонта і радник кандидата в президенти Берні Сандерса у 2016 році. Пізніше Ліберман навчався в Єльській юридичній школі, отримавши ступінь бакалавра в 1967 році. Після закінчення юридичного факультету Ліберман працював адвокатом юридичної фірми Wiggin & Dana LLP із штату Нью-Гейвен.
Активно займається політикою з 1970 року. Член сенату штату Коннектикут (1970—1980). Лідер демократичної більшості в 1974—1980.
Генеральний прокурор штату Коннектикут (1983, 1986—1988). 1988 обраний від Демократичної партії в Сенат США. Переобраний в 1994 і 2000 (на термін до 3 січня 2007). У 1994 став одним з перших, хто звернув увагу широкої громадськості на потребу законодавчого регулювання відеоігрової індустрії.
Програв вибори на пост віцепрезидента США за списком від Демократичної партії (в парі з Альбертом Ґором) у 2000. Голова комітету з державних справ (107 конгрес). Невдалою була спроба Й. Лібермана й перемогти у президентських виборах 2004 року. Джо Ліберман одним з перших засудив історію зі скандалом Клінтон — Левінскі.
Джо Ліберман — автор багатьох книг, зокрема, «Посередник влади», 1966, (біографія останнього лідера Демократичної партії Джона М. Байлі), «Скорпіон і Тарантул», 1970, (про спроби контролю над поширенням ядерної зброї), «Спадщина», 1981, (історія коннектикутської політики від 1930 по 1980 роки), «Допомога дітям в Америці», 1986, «На захист громадського життя», 2000.
За повідомленням «Ukrainian Weekly» («Український тижневик», стор. 3) від 15 жовтня 2000 року Джо Ліберман підтвердив, що він — нащадок американських емігрантів, які прибули за океан з Чернівців.